# 4EVER 400
Le 4EVER 400 est une course automobile organisée par la NASCAR comptant pour le championnat des NASCAR Cup Series. Elle se déroule chaque année sur le Homestead-Miami Speedway de Miami et se dispute sur 267 tours soit 400,5 milles (644,5 km).
Le circuit Homestead-Miami Speedway possède quatre virages, un revêtement en asphalte et est d'une longueur de 1,5 milles (2,4 km).
La première course a lieu en 1999. Elle est la dernière course de la saison depuis 2002 et par conséquent, la dernière course des playoffs depuis la saison 2004.
Lors du même weekend, deux autres courses sont également organisés sur le circuit : la Victoria's Voice Foundation 200 comptant pour les Camping World Truck Series et la Alsco Uniforms 302 comptant pour le championnat d'Xfinity Series.
Les pilotes Greg Biffle, Tony Stewart et Denny Hamlin détiennent le plus grand de nombre de victoires (3). Au niveau des écuries, le record est détenu par la Joe Gibbs Racing avec neuf victoires.
En 2023, la société Mobil 1 (en) devient le sponsor du nom de la course et décide de baptiser la course 4EVER en l'honneur de son pilote, Kevin Harvick, lequel participe à sa dernière saison à temps plein en Cup Series.

## Caractéristiques
- Course :
  - Longueur : 400,5 milles (644,542 km)
  - Nombre de tours : 267
    - Segment 1 : 80 tours
    - Segment 2 : 80 tours
    - Segment 3 : 107 tours
- Piste :
  - Type : speedway
  - Revêtement : asphalte
  - Longueur circuit : 1,5 milles (2,414 km)
  - Nombre de virages : 4
  - Inclinaison (Banking) :
    - Virages : 18 à 20°
    - Lignes droites : 3°
- Record du tour de piste : 24,462 secondes par Sam Hornish Jr. (écurie Penske) en 2006 à l'occasion d'une course d'IndyCar Series.

## Évolution du logo

avant 2012
2012-2019
depuis 2020

## Palmarès
| Année                                                              | Date        | Pilote           | Écurie               | Châssis   | Course | Course          | Course          | Course            | Note       |
| ------------------------------------------------------------------ | ----------- | ---------------- | -------------------- | --------- | ------ | --------------- | --------------- | ----------------- | ---------- |
| Année                                                              | Date        | Pilote           | Écurie               | Châssis   | Tours  | Miles (km)      | Durée           | Moyenne (miles/h) | Note       |
| Circuit de 1½ mile (6 degrés d'inclinaison dans les virages)       |             |                  |                      |           |        |                 |                 |                   |            |
| 1999                                                               | 14 novembre | Tony Stewart     | Joe Gibbs Racing     | Pontiac   | 267    | 400,5 (644,542) | 2 h 51 min 14 s | 140,335           |            |
| 2000                                                               | 12 novembre | Tony Stewart     | Joe Gibbs Racing     | Pontiac   | 267    | 400,5 (644,542) | 3 h 08 min 30 s | 127,480           |            |
| 2001                                                               | 11 novembre | Bill Elliott     | Evernham Motorsports | Dodge     | 267    | 400,5 (644,542) | 3 h 24 min 36 s | 117,449           |            |
| 2002                                                               | 17 novembre | Kurt Busch       | Roush Racing         | Ford      | 267    | 400,5 (644,542) | 3 h 26 min 20 s | 116,462           |            |
| Circuit de 1½ mile (18 à 20 degrés d'inclinaison dans les virages) |             |                  |                      |           |        |                 |                 |                   |            |
| 2003                                                               | 16 novembre | Bobby Labonte    | Joe Gibbs Racing     | Chevrolet | 267    | 400,5 (644,542) | 3 h 25 min 37 s | 116,868           | [ Note 1 ] |
| 2004                                                               | 21 novembre | Greg Biffle      | Roush Racing         | Ford      | 271    | 406,5 (654,198) | 3 h 50 min 55 s | 105,623           | [ Note 2 ] |
| 2005                                                               | 20 novembre | Greg Biffle      | Roush Racing         | Ford      | 267    | 400,5 (644,542) | 3 h 02 min 50 s | 131,932           | [ Note 3 ] |
| 2006                                                               | 19 novembre | Greg Biffle      | Roush Racing         | Ford      | 268    | 402,0 (646,956) | 3 h 12 min 23 s | 125,375           | [ Note 2 ] |
| 2007                                                               | 18 novembre | Matt Kenseth     | Roush Fenway Racing  | Ford      | 267    | 400,5 (644,542) | 3 h 02 min 12 s | 131,888           |            |
| 2008                                                               | 16 novembre | Carl Edwards     | Roush Fenway Racing  | Ford      | 267    | 400,5 (644,542) | 3 h 05 min 36 s | 129,472           |            |
| 2009                                                               | 22 novembre | Denny Hamlin     | Joe Gibbs Racing     | Toyota    | 267    | 400,5 (644,542) | 3 h 06 min 18 s | 126,986           |            |
| 2010                                                               | 18 novembre | Carl Edwards     | Roush Fenway Racing  | Ford      | 267    | 400,5 (644,542) | 3 h 09 min 50 s | 126,585           |            |
| 2011                                                               | 20 novembre | Tony Stewart     | Stewart-Haas Racing  | Chevrolet | 267    | 400,5 (644,542) | 3 h 29 min 00 s | 114,976           |            |
| 2012                                                               | 18 novembre | Jeff Gordon      | Hendrick Motorsports | Chevrolet | 267    | 400,5 (644,542) | 2 h 48 min 56 s | 142,245           |            |
| 2013                                                               | 17 novembre | Denny Hamlin     | Joe Gibbs Racing     | Toyota    | 267    | 400,5 (644,542) | 3 h 03 min 52 s | 130,693           |            |
| 2014                                                               | 16 novembre | Kevin Harvick    | Stewart-Haas Racing  | Chevrolet | 267    | 400,5 (644,542) | 3 h 16 min 31 s | 122,280           |            |
| 2015                                                               | 22 novembre | Kyle Busch       | Joe Gibbs Racing     | Toyota    | 267    | 400,5 (644,542) | 3 h 02 min 23 s | 131,755           |            |
| 2016                                                               | 20 novembre | Jimmie Johnson   | Hendrick Motorsports | Chevrolet | 268    | 402,0 (646,956) | 3 h 07 min 10 s | 128,869           | [ Note 2 ] |
| 2017                                                               | 19 novembre | Martin Truex Jr. | Furniture Row Racing | Toyota    | 267    | 400,5 (644,542) | 3 h 2 min 11 s  | 131,900           |            |
| 2018                                                               | 18 novembre | Joey Logano      | Team Penske          | Ford      | 267    | 400,5 (644,542) | 3 h 0 min 36 s  | 133,056           |            |
| 2019                                                               | 17 novembre | Kyle Busch       | Joe Gibbs Racing     | Toyota    | 267    | 400,5 (644,542) | 2 h 48 min 47 s | 142.654           |            |
| 2020                                                               | 14 juin     | Denny Hamlin     | Joe Gibbs Racing     | Toyota    | 267    | 400,5 (644,542) | 3 h 08 min 06 s | 127,751           | [ Note 4 ] |
| 2021                                                               | 28 février  | William Byron    | Hendrick Motorsports | Chevrolet | 267    | 400,5 (644,542) | 3 h 12 min 45 s | 124,669           | [ Note 5 ] |
| 2022                                                               | 23 octobre  | Kyle Larson      | Hendrick Motorsports | Chevrolet | 267    | 400,5 (644,542) | 3 h 05 min 24 s | 129,612           |            |
| 2023                                                               | 22 octobre  | Christopher Bell | Joe Gibbs Racing     | Toyota    | 267    | 400,5 (644,542) | 3 h 11 min 54 s | 125,221           |            |

Notes : 
1. ↑  La victoire de Bobby Labonte est marquée par la crevaison de Bill Elliott, alors leader, dans le dernier tour.
2. 1 2 3  Course prolongée en raison d'une arrivée Green-white-checker.
3. ↑   Première course courue sous éclairage, celui-ci ayant été installé durant l'été.
4. ↑  Course reportée du 22 mars au 14 juin à la suite de la pandémie de Covid-19.
5. ↑  La course a été déplacée du 21 au 28 février à la suite de l'annulation de la course du 28 février prévue sur l'Auto Club Speedway, cette dernière étant remplacée par la course sur le circuit routier de Daytona disputée le 21 février.

### Pilotes multiples gagnants

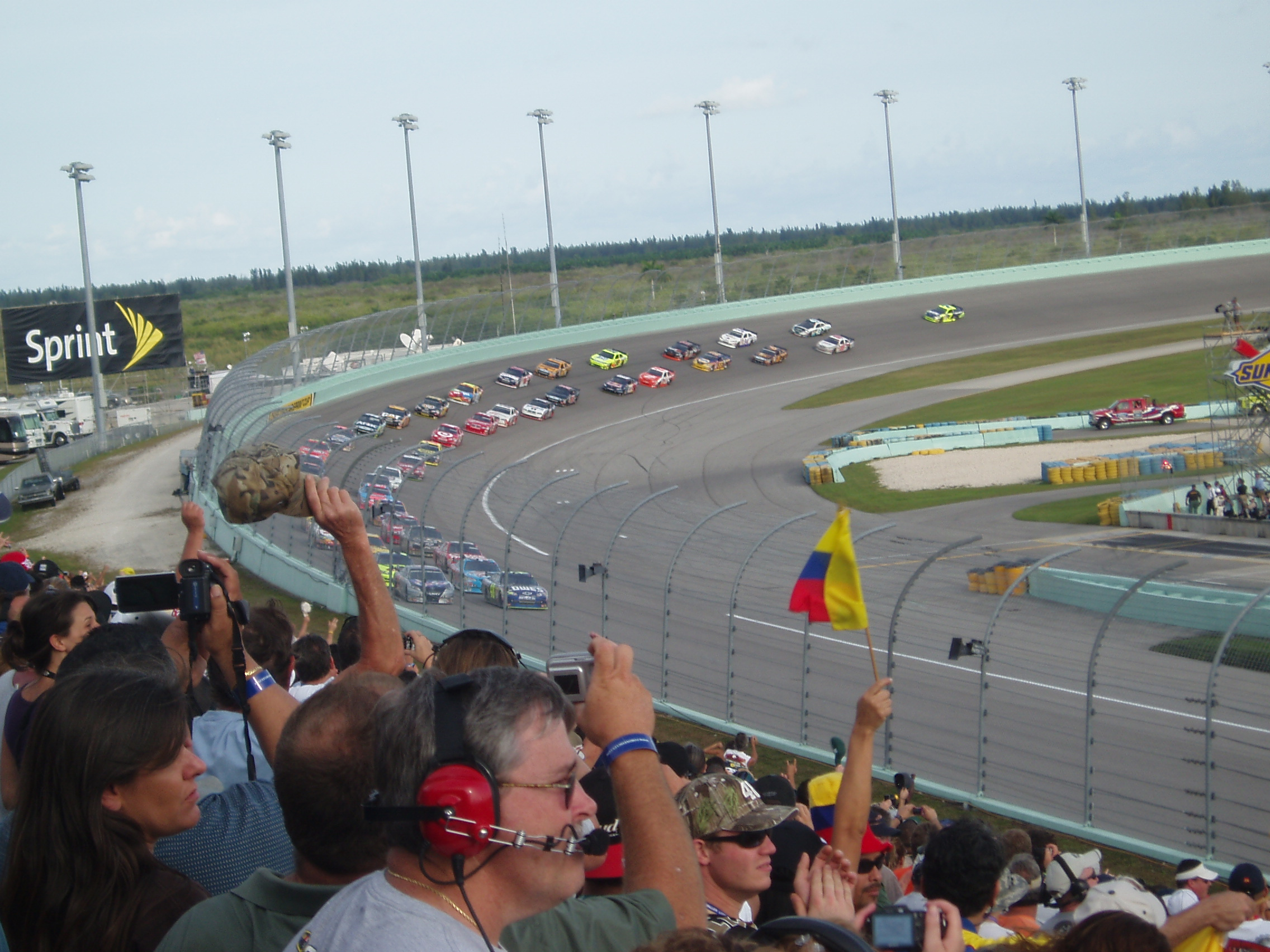
Départ de la course 2009.

| Nbr. | Pilote       | Année            |
| ---- | ------------ | ---------------- |
| 3    | Greg Biffle  | 2004, 2005, 2006 |
| 3    | Tony Stewart | 1999, 2000, 2011 |
| 2    | Carl Edwards | 2008, 2010       |
| 2    | Kyle Busch   | 2015, 2019       |
| 2    | Denny Hamlin | 2009, 2013       |

### Écuries multiples gagnantes
| Nbr. | Écuries              | Année                                                |
| ---- | -------------------- | ---------------------------------------------------- |
| 9    | Joe Gibbs Racing     | 1999, 2000, 2003, 2009, 2013, 2015, 2019, 2020, 2023 |
| 7    | Roush Fenway Racing  | 2002, 2004, 2005, 2006, 2007, 2008, 2010             |
| 4    | Hendrick Motorsports | 2012, 2016, 2021, 2022                               |
| 2    | Stewart-Haas Racing  | 2011, 2014                                           |

### Victoires par marques
| Nbr. | Marque    | Année                                          |
| ---- | --------- | ---------------------------------------------- |
| 8    | Ford      | 2002, 2004, 2005, 2006, 2007, 2008, 2010, 2018 |
| 7    | Chevrolet | 2003, 2011, 2012, 2014, 2016, 2021, 2022       |
| 7    | Toyota    | 2009, 2013, 2015, 2017, 2019, 2023             |
| 2    | Pontiac   | 1999, 2000                                     |
| 1    | Dodge     | 2001                                           |